# Kelurahan Sengeti
Kelurahan Sengeti is een bestuurslaag in het regentschap Muaro Jambi van de provincie Jambi, Indonesië. Kelurahan Sengeti telt 7649 inwoners (volkstelling 2010).